# Bernard Elliot
Bernard Elliot   (Brentford, 21 de novembre de 1918 - Canterbury, 19 de novembre de 1969) va ser un atleta anglès, especialista en els 400 metres, que va competir durant la dècada de 1940.
En el seu palmarès destaca una medalla de plata en els 4x400 metres relleus al Campionat d'Europa d'atletisme d'Oslo de 1946. Formà equip amb Ronald Ede, Derek Pugh i Bill Roberts.

## Millors marques
- 400 metres. 49,1" (1946)[1]